# Królestwo miedzi
Królestwo miedzi (ang. The Kingdom of Copper) – amerykańska powieść fantasy autorstwa S.A. Chakraborty. To druga część trylogii i kontynuacja Miasta mosiądzu. Książka ukazała się nakładem HarperVoyager w 2019. Oryginalne wydanie miało sześćset czterdzieści stron, wraz z ilustracjami i mapami. Ukazało się w twardej i miękkiej oprawie, a także było dostępne w wersji cyfrowej. Polskie wydanie zostało opublikowane 27 października 2021 przez We need YA w tłumaczeniu Macieja Studenckiego.  Powieść zdobyła nominację do Ignyte Awards.